# ملعب أوليمبيكو دي لا سيوداد أونفرسيتاريا
ملعب أوليمبيكو دي لا سيوداد أونفرسيتاريا (بالإسبانية : Estadio Olímpico) هو استاد رياضي متعدد الاستخدامات، يقع في مدينة كاراكاس عاصمة فنزويلا, افتتح عام 1951, في عام 2005 سمي كأحد الملاعب التي ستستضيف مباريات كوبا أمريكا 2007, فاقيمت عليه التعديلات وأصبح يتسع لـ 38,000 متفرج.